# Northrop XFT
Il Northrop XFT era un caccia monomotore ad ala bassa sviluppato dall'azienda statunitense Northrop Corporation negli anni trenta e rimasto allo stadio di prototipo.
Sviluppato per rispondere ad una specifica emessa dal United States Navy, la marina militare statunitense, per un caccia imbarcato per equipaggiare le proprie portaerei, dopo la valutazione venne accreditato di scarsa maneggevolezza quindi respinto. L'unico prototipo realizzato venne perso in un incidente.

## Varianti
XFT-1
prototipo, versione caccia navale equipaggiato con un motore radiale Wright Whirlwind.
XFT-2
ridesignazione dell'XFT-1 a seguito di alcune importanti modifiche e la rimotorizzazione eseguita con un radiale Pratt & Whitney R-1535 Twin Wasp.
Northrop 3A
ulteriore sviluppo dell'XFT come caccia basato a terra.
Vought V-143
ulteriore sviluppo effettuato dalla Vought dopo l'acquisto del progetto del Northrop 3A.
Vought AXV
designazione assegnata dal Dai-Nippon Teikoku Kaigun Kōkū Hombu, il Servizio aeronautico della Marina imperiale giapponese, al V-143 sottoposto a valutazione in Giappone.